# Biology
Biology este un cântec înregistrat de grupul britanic Girls Aloud. Piesa a fost inclusă pe cel de-al treilea album de studio al grupului, Chimistry și a fost lansat ca al doilea single al albumului, pe data de 14 noiembrie 2005. Acesta a devenit cel mai de succes single de pe album ajungând până pe locul #4 în Regatul Unit și locul #7 în Irlanda.

## Videoclipul
Videoclipul începe cu înlăturarea unei cortine, prezentându-le astfel pe membrele grupului pozând în rochii negre de jazz, în timp ce Nadine începe să cânte. Coregrafia este una incoerentă, strâmbă, intenționat realizată. În videoclip componentele grupului mai sunt îmbrăcate în niște rochii roz și violet și in niște costume roșii cu negru.

## Track listing-ul și formate
| #                           | Titlul                             | Durata |
| --------------------------- | ---------------------------------- | ------ |
| CD1: Polydor / 9875296 (UK) |                                    |        |
| 1.                          | "Biology"                          | 3:34   |
| 2.                          | "The Show" [Tony Lemezma Club Mix] | 5:46   |
| CD2: Polydor / 9875297 (UK) |                                    |        |
| 1.                          | "Biology"                          | 3:34   |
| 2.                          | "Nobody But You"                   | 4:10   |
| 3.                          | "Biology" [Tony Lamezma Remix]     | 5:15   |
| 4.                          | "Biology" [Video]                  | 3:34   |
| 5.                          | "Biology" [Karaoke Video]          | 3:34   |
| 6.                          | "Biology" [Game]                   | 3:34   |

## Versiuni și alte apariții
"Biology"
| Versiunea          | Apariția                                                                                |
| ------------------ | --------------------------------------------------------------------------------------- |
| Album Version      | "Biology" single, Chemistry, The Sound of Girls Aloud, Popjustice: 100% Solid Pop Music |
| Tony Lamezma Remix | "Biology" single, Mixed Up, Popjustice: 100% Solid Pop Music                            |
| Video              | "Biology" single, The Greatest Hits Live [DVD], Style [DVD]                             |
| Live from Wembley  | UK iTunes extras download                                                               |

## Prezența în clasamente
Biology a fost văzut ca o întoarcere în top 5 pentru grup, debutând pe locul #4 în clasamentele din Regatul Unit, având vânzări de peste 25,000 de unități în prima săptămână. Single-ul a mai petrecut două săptămâni în top 10, ajungând pe locurile #5 respectiv #9. În Irlanda, Biology le-a readus pe fete în top 10, debutând pe locul #7, rezistând încă o săptămână în top 10. Vânzările totale ale single-ului se ridică la aproape 120,000 unități în UK. Single-ul a ajuns și în clasamentul din Australia, unde a debutat pe locul #26, aceasta fiind poziția maximă atinsă. Biology este ultimul single Girls Aloud care a intrat în clasamentul australian. 

## Clasamente
| Clasament(2006)          | Poziția maximă |
| ------------------------ | -------------- |
| UK iTunes                | 1              |
| UK TV Airplay            | 1              |
| UK Download Chart        | 2              |
| UK Singles Chart         | 4              |
| Irish Singles Chart      | 7              |
| European Singles Chart   | 15             |
| Euro 200                 | 25             |
| Australian Singles Chart | 26             |
| UK Radio Airplay         | 34             |

## Poziții Săptămânale
UK Singles Chart
| Săptămâna | 1 | 2 | 3 | 4  | 5  | 6  | 7  | 8  | 9  | 10 | 11 | 12 | 13  | 14  | 15  | 16  |
| --------- | - | - | - | -- | -- | -- | -- | -- | -- | -- | -- | -- | --- | --- | --- | --- |
| Poziție   | 4 | 5 | 9 | 12 | 21 | 29 | 31 | 33 | 48 | 65 | 79 | 99 | 105 | 142 | 136 | 151 |

Irish Singles Chart
| Săptămâna | 1 | 2 | 3  | 4  | 5  | 6  | 7  | 8  | 9  | 10 |
| --------- | - | - | -- | -- | -- | -- | -- | -- | -- | -- |
| Poziție   | 7 | 9 | 13 | 15 | 16 | 22 | 21 | 22 | 29 | 44 |

Australian Singles Chart
| Săptămâna | 1  | 2  | 3  | 4  | 5  | 6  |
| --------- | -- | -- | -- | -- | -- | -- |
| Poziție   | 26 | 30 | 36 | 39 | 46 | 48 |

UK Download Chart
| Săptămâna | 1 | 2 | 3 | 4  | 5  | 6  | 7  | 8  |
| --------- | - | - | - | -- | -- | -- | -- | -- |
| Poziție   | 4 | 2 | 9 | 15 | 22 | 29 | 33 | 36 |

UK TV Airplay Chart
| Săptămâna | 1 | 2 | 3 | 4 | 5  | 6  |
| --------- | - | - | - | - | -- | -- |
| Poziție   | 1 | 1 | 3 | 5 | 11 | 32 |

UK Radio Airplay Chart
| Săptămâna | 1  | 2  | 3  | 4  | 5  | 6  | 7  |
| --------- | -- | -- | -- | -- | -- | -- | -- |
| Poziție   | 77 | 55 | 34 | 34 | 37 | 68 | 90 |